# Kenchanahalli, Pandavapura
Kenchanahalli là một làng thuộc tehsil Pandavapura, huyện Mandya, bang Karnataka, Ấn Độ.